# Cibodasari
Cibodasari is een bestuurslaag in het regentschap Tangerang van de provincie Banten, Indonesië. Cibodasari telt 28.155 inwoners (volkstelling 2010).